# Colóquios dos Simples e Drogas da Índia

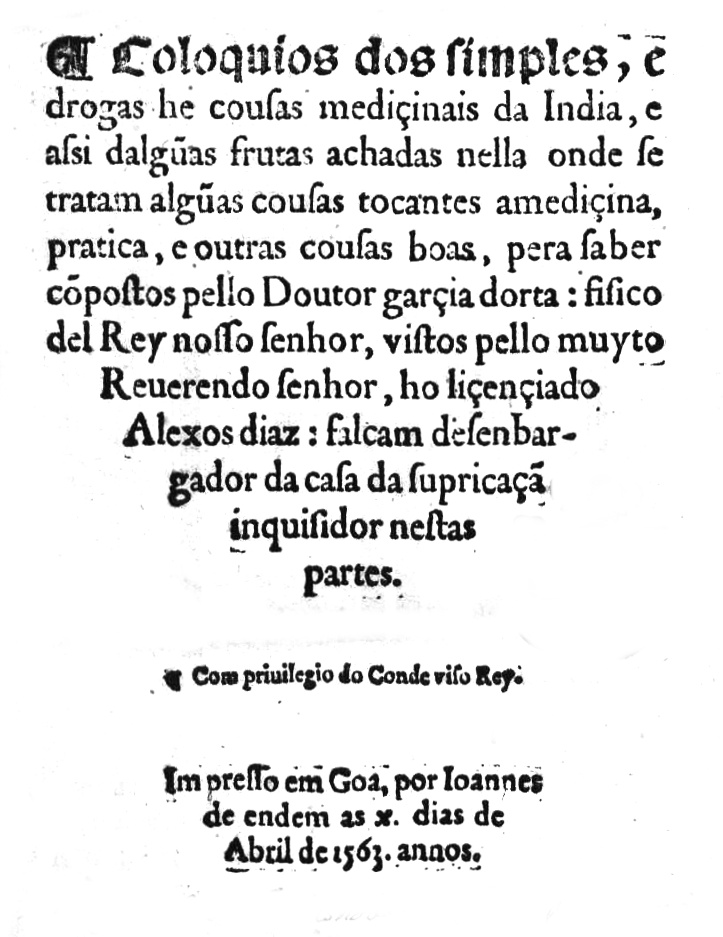
Página inicial de Colóquios. Goa, 1563.

Colóquios dos simples e drogas he cousas medicinais da Índia e assi dalgũas frutas achadas nella onde se tratam algũas cousas tocantes a medicina, pratica, e outras cousas boas pera saber é uma obra de grande originalidade publicada em Goa, a 10 de Abril de 1563, por Garcia de Orta, naturalista e médico português, pioneiro da medicina tropical.
Garcia de Orta, nascido em 1501, estudou medicina, arte e filosofia nas Universidades de Alcalá de Henares e Salamanca, na Espanha. Viajou de barco até à Índia, em 1534, como médico-chefe, a bordo da armada do vice-rei Martim Afonso de Sousa. Trabalhou e desenvolveu as suas pesquisas em Goa, onde morreu em 1568.

## Conteúdo dosColóquios
Esta listagem de conteúdos dá a numeração de página da primeira, que geralmente corresponde à reimpressão de 1872.
1. Introduzindo Garcia de Orta e o seu visitante fictício, Doutor Ruano: 1r
2. Do aloes: 2r
3. Do ambre: 10v
4. Do amomo: 14v
5. Do anacardo: 16v
6. Da árvore-triste: 17v
7. Do altiht, anjuden, assafetida e doce e odorata, anil: 19r
8. Do bangue: 26r
9. Do benjuy: 28r
10. Do ber… e dos brindões…: 32v
11. Do cálamo aromático e das caceras: 37v
12. De duas maneiras de canfora e das carambolas: 41r
13. De duas maneiras de cardamomo e carandas: 47r
14. Da cassia fistula: 54r
15. Da canella, e da cassia lignea e do cinamomo: 56v
16. Do coco commum, e do das Maldivas: 66r
17. Do costo e da collerica passio: 71v
18. Da crisocola e croco indiaco ... e das curcas: 78r
19. Das cubebas: 80r
20. Da datura e dos doriões: 83r
21. Do ebur o marfim e do elefante: 85r
22. Do faufel e dos figos da India: 91r
23. Do folio índico o folha da India: 95r
24. De duas maneiras de galanga: 98v
25. Do cravo: 100v
26. Do gengivre: 105v
27. De duas maneiras de hervas contra as camaras ... e de uma herva que não se leixa tocar sem se fazer murcha: 107v
28. Da jaca, e dos jambolòes, e dos jambos e das jamgomas: 111r
29. Do lacre: 112v
30. De linhaloes: 118v
31. Do pao chamado cate do vulgo: 125r
32. Da maça e noz: 129r
33. Da manná purgativa: 131v
34. Das mangas: 133v
35. Da margarita ou aljofar, e do chanco, donde se faz o que chamamos madreperola: 138v
36. Do mungo, melão da India: 141v
37. Dos mirabolanos: 148r
38. Dos mangostões: 151r
39. Do negundo o sambali: 151v
40. Do nimbo: 153r
41. Do amfião: 153v
42. Do pao da cobra: 155v
43. Da pedra diamão: 159r
44. Das pedras preciosas: 165r
45. Da pedra bazar: 169r
46. Da pimenta preta, branca e longa, e canarim, e dos pecegos: 171v
47. Da raiz da China: 177r
48. Do ruibarbo: 184r
49. De tres maneiras de sandalo: 185v
50. Do spiquenardo: 189v
51. Do spodio: 193r
52. Do squinanto: 197r
53. Dos tamarindos: 200r
54. Do turbit: 203v
55. Do thure… e da mirra: 213v
56. Da tutia: 215v
57. Da zedoaria e do zerumbete: 216v
58. Observações diversas: 219v

Apêndice - parte 1. Do betre… (páginas 37a a 37k na reimpressão de 1872)
Apêndice - parte 2, com correcções ao texto (páginas 227r a 230r na reimpressão de 1872)